# Paul Fechner
Paul Fechner (* 2. Januar 1894 in Spandau; † 29. August 1973 in West-Berlin) war ein deutscher Lehrer, sowie danach Funktionär im Bereich Schulaufsicht und Kommunalpolitiker (SPD) in West-Berlin.

## Leben
Fechner wurde Lehrer an der Lebensgemeinschaftsschule, an der er bis zu deren Auflösung durch die Nationalsozialisten blieb. In jungen Jahren trat er der SPD bei. In der politischen Arbeit begegnete er auch seiner Frau, der späteren Politikerin Margarete Fechner, geb. Schnelle. Seit 1922 verheiratet, hatte er mit ihr zwei Kinder.
Nach dem Zweiten Weltkrieg wurde Paul Fechner Schulrat, von 1946 bis 1951 Bildungsstadtrat und von 1949 bis 1951 stellvertretender Bezirksbürgermeister von Spandau. Von 1951 bis 1959 war er Westberliner Landesschulrat. Von 1958 bis 1967 war Fechner Bezirksverordnetenvorsteher in Spandau.

## Ehrungen

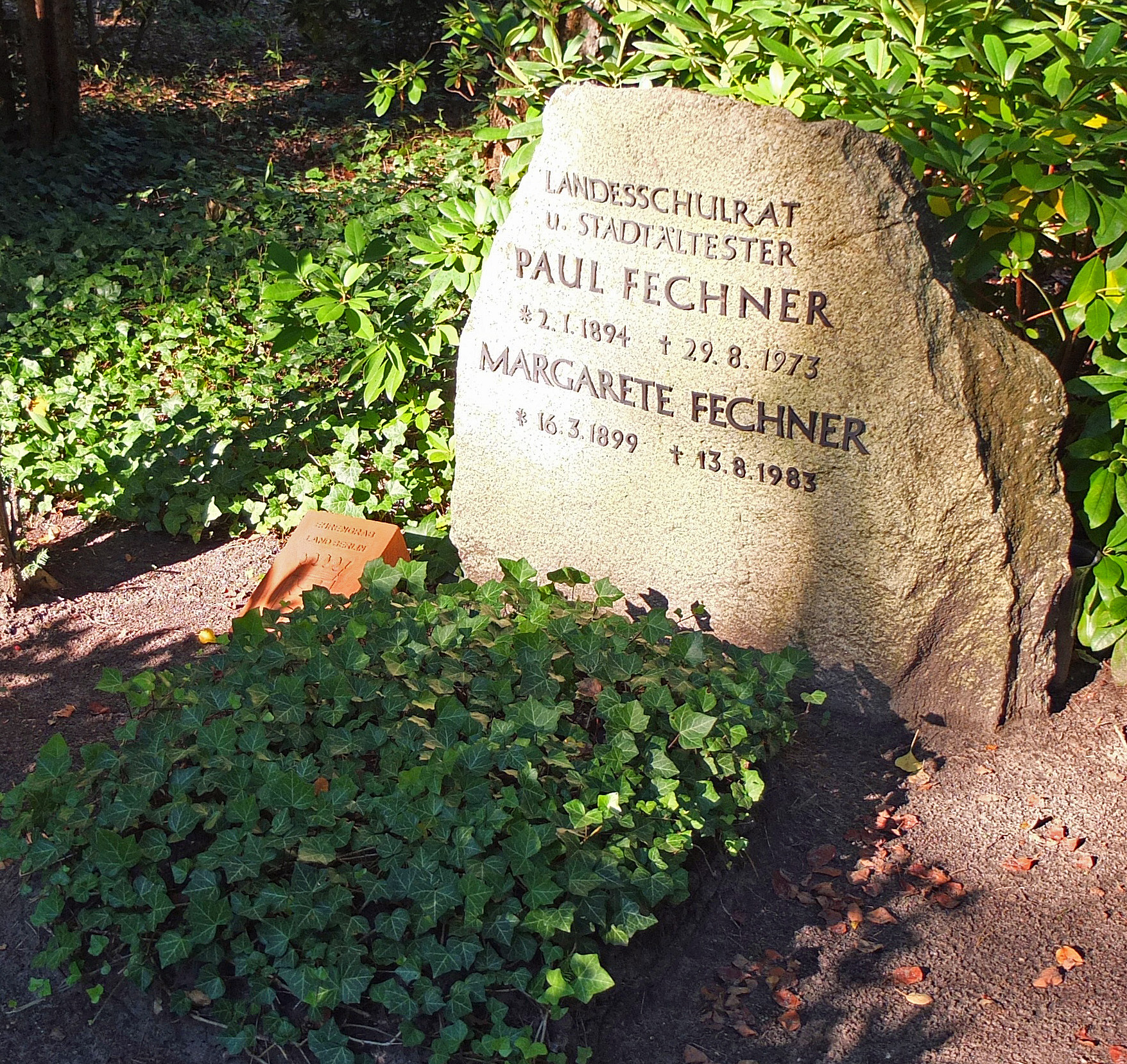
Grabstätte

- Stadtältester von Berlin (12. Januar 1966)
- Ehrengrab auf dem Spandauer Friedhof in den Kisseln